# Nodar Wachtangowitsch Kantscheli
Nodar Wachtangowitsch Kantscheli (russisch Нодар Вахтангович Канчели; * 21. April 1938 in Moskau; † 26. Juni 2015 ebenda) war ein russischer Bauingenieur. Unter seiner Beteiligung entstanden mit dem Transvaal Aqua Park sowie der Basmanny-Markthalle u. a. zwei Bauwerke, die in den 2000er-Jahren eingestürzt sind.

## Leben
Kantscheli wurde in Moskau als Sohn eines georgischstämmigen Architekten geboren und schloss 1960 eine Bauingenieurhochschule ab. In den 1960ern arbeitete Kantscheli in der Moskauer Stadtplanung und war dort auch an der Konzeption mehrerer später realisierter Bauten beteiligt. Zudem studierte er Mathematik an der Lomonossow-Universität und schloss das Studium 1968 ab.
In den 1970er- und 1980er-Jahren beteiligte sich Kantscheli als Ingenieur in der Organisation Sojuskurortprojekt am Bau von Erholungsanlagen, darunter eines 1985 fertiggestellten Sanatoriums in Jalta auf der Krim-Halbinsel.
In den 1990er-Jahren war Kantscheli wieder in Moskau tätig und erwarb sich mit seinen Bauprojekten die Gunst des Oberbürgermeisters Luschkow. Den thematischen Schwerpunkt legte Kantscheli auf Errichtung von Dachkonstruktionen; so entwarf er eine neue Überdachung für die alten Handelsreihen in der Nähe des Roten Platzes sowie die neue Kuppel der Christ-Erlöser-Kathedrale bei deren Wiederherstellung von 1995 bis 2000. Ebenfalls beteiligte sich Kantscheli am Bau des Mercedes-Benz Avilon 2003 in Moskau, der Eisschnelllaufhalle in Kolomna sowie an den Sanierungsarbeiten am Gebäude des Bolschoi-Theaters in Moskau.
Am 14. Februar 2004 stürzte die von Kantscheli entworfene Dachkuppel des 2002 fertiggestellten Freizeitbades Transvaal Park bei laufendem Betrieb ein, wobei 28 Personen zu Tode kamen. Zwei Jahre später, am 23. Februar 2006, kam es zum Dacheinsturz der Basmanny-Markthalle mit 66 Toten, die bereits 1977 unter Kantschelis Beteiligung erbaut worden war. Die Mitschuld Kantschelis an diesen Zwischenfällen ist umstritten und gilt als nicht erwiesen. 2005 wurde auch gegen Kantscheli ein Ermittlungsverfahren wegen fahrlässiger Tötung im Falle des Freizeitbades eingeleitet, aber später eingestellt. Bei der Markthalle wurde als Hauptgrund für den Einsturz fehlerhafte Nutzung (Überlastung) in Kombination mit fehlender Wartung festgestellt.